# Чернігівавтодеталь
Відкрите акціонерне товариство «Чернігівавтодеталь» — машинобудівне підприємство, що спеціалізувалось на виробництві ковальських поковок, автомобільних вузлів та деталей. Паралельно підприємство випускало широку номенклатуру запасних частин до автомобілів та сільськогосподарських машин, виконувало великовузлове складання вантажних і легкових автомобілів.

## Історія
ВАТ «Чернігівавтодеталь» створене на базі колишнього заводу карданних валів. Що серед чернігівців відоме як — «ЗАЗ» (Завод автозапчастин), і яке дало назву мікрорайону Чернігова — ЗАЗ. Будівництво заводу розпочалося в 1968 році. Перша продукція випущена 29 червня 1973 р. Завод спеціалізувався на випуску передніх осей та задніх мостів до автомобілів ГАЗ-51 та ГАЗ-63 i запчастини до них.
Наказом міністра машинобудування військово-промислового комплексу та конверсії України від 29 грудня 1994 р. № 1791 шляхом перетворення державного підприємства у відкрите акціонерне товариство було створено Товариство «Чернігівавтодеталь», яке спеціалізувалось на випуску карданних валів до автомобілів марки ГАЗ, сільськогосподарських машин, а також виробництві інших автозапчастин до автомобілів марки ГАЗ, ВАЗ, УАЗ та Москвич.
Починаючи з 1998 року Товариством було освоєно складання із комплектуючих виробів Горьківського автомобільного заводу вантажних автомобілів марки ГАЗ-3307, автомобілів «Газель», різні модифікації автомобілів «Газель».
Після приєднання підприємства до концерну «Еталон», ВАТ «Чернігівавтодеталь» було ліквідовано, а матеріально-технічна база підприємства відійшла новим підприємствам групи «Еталон»:
- ЗАТ «Чернігівський автозавод»
- ТОВ «Український кардан»
- ТОВ «Чернігівський ковальський завод»

## Матеріало-технічна база підприємства
Підприємство мало потужні інструментальні та ремонтні цехи, що гарантують освоєння виробництва нових виробів.
- Загальна виробнича площа цехів — 95000 м²
- Проектна чисельність працюючих — 4500 чоловік.
- Ковальське виробництво розташоване в цеху площею 12500 м², оснащене горячештамповочнимі пресами зусиллям 1600-6300 kN і горизонтально — кувальних машин зусиллям 8000-12000 kN. Потужність цеху — 4300 тонн поковок на рік.
- Різка заготовок виконується на прес — ножицях зусиллям 2500-10000 kN і труборезальних верстатах.
- Нагрівання заготовок під штампування виконується індуктивним методом.
- Термообробка поковок виконується в напівавтоматичних печах нормалізації і в закаляюще — відпускних агрегатах.
- Очищення поковок від окалини виконується в дробометних барабанах, правка і чеканка — на чеканочних пресах зусиллям 20000 kN.
- Кування можуть виготовлятися зі ступенем точності S4 і класом точності F по DIN7526.

Постачальниками металу виступали, металургійні заводи України та Росії, забезпечуючи вимоги стандартів Німеччини.
- Механоскладальне виробництво було розташоване в двох корпусах загальною площею 66000 м², оснащене металообробним і складальним устаткуванням вітчизняного та імпортного виробництва фірм Німеччини, Японії, Югославії.

- Широко використовувалось автоматизоване спеціальне обладнання.

- 8 автоматичних ліній для виготовлення вилок карданних.